# Wilbroad Henry Kibozi
Wilbroad Henry Kibozi (ur. 30 kwietnia 1973 w Dodomie) – tanzański duchowny katolicki, biskup pomocniczy Dodomy od 2024.

## Życiorys
Święcenia kapłańskie otrzymał 9 lipca 2010 i został inkardynowany do archidiecezji Dodoma. Po dwuletnim stażu wikariuszowskim został diecezjalnym duszpasterzem powołań, a w latach 2017–2019 był spowiednikiem w domu formacyjnym w Livorno. W kolejnych latach pełnił funkcje wychowawcy seminarzystów studiujących na uniwersytecie w Morogoro oraz wicerektora seminarium w Kahamie.
12 lutego 2024 papież Franciszek mianował go biskupem pomocniczym archidiecezji Dodomy, ze stolicą tytularną Zallata. Sakry udzielił mu 12 maja 2024 arcybiskup Beatus Kinyaiya.